# Steven Blum
Steven Jay Blum (Santa Monica, 1960. április 29. –) amerikai szinkronszínész, aki jellegzetes mély hangja miatt rengeteg megkeresést kap, főleg anime, illetve videójáték szereplők szinkronhangjaként ismert. A Cowboy Bebop és a Samurai Champloo főszereplőjének, Spike Spiegelnek, illetve Mugennek is ő kölcsönözte hangját, de a Naruto című anime több szereplője (Momocsi Zabuza, Orocsimaru) is az ő hangján szólalt meg. Több alkalommal is az X-Men sorozatból ismerős Rozsomák szinkronhangja volt, játékokban és animációs sorozatokban egyaránt. Ezen felül számos ismert játék karakterének hangja, többek között a Call of Duty: World at War és Call of Duty: Black Ops, a Metal Gear Solid Peace Walker, a Bulletstorm vagy a Dragon Age: Vérvonalak című játékokban.

## Fontosabb szerepei

### Anime
A főszerepek félkövérrel szedve.
- .hack//Taszogare no udeva denszecu - Szandzsuro
- Afro szamuráj - Orgyilkosok (assassins)
- Arc, a kölyök - Elk apja
- Battle Athletes daiundókai - Headmaster Grant Oldman
- B-Daman - Cain McDonnell, Meowmigos, Ababa
- Bastard‼ - Ninja Master Gara (David Lucasként)
- The Big O - Roger Smith (David Lucasként)
- Blood+ - Moses, Collins
- Chobits - Ueda Hirojaszu
- Code Geass - Tohdoh Kyoshiro
- Cosmo Warrior Zero - Harlock
- Cowboy Bebop - Spike Spiegel, Yuri Kellerman (David Lucasként)
- Csó dzsikú jószai makuroszu II: Lovers again - Maj. Nexx and Lord Feff
- Cyborg 009 (2001) - Cyborg 0013, Van Vogute (David Lucasként)
- Daigunder - Professor Hajime Akebono
- Digimon Adventure 02 - Flamedramon, Raidramon, Magnamon, BlackWarGreymon
- Digimon Tamers - Guilmon, Mitsuo Yamaki, Kenta Kitagawa
- Digimon Frontier - J. P. Shibayama, Beetlemon, MetalKabuterimon
- Digimon Data Squad - Falcomon
- Dinozaurs - Drago Wing
- Duel Masters 2.0 - Chill, Extreme Bucketman, Kyoshiro Kokujo
- Durarara!! - Kyohei Kadota
- Dzsúni Kokuki - Meiken
- El Hazard - Dall Narciss
- éX-Driver - Toto (David Lucasként)
- FLCL - Miyu Miyu, Masashi
- Fusigi Júgi - Additional Voices
- Gad Guard - Seikai, Sharks, Additional Voices
- Gate Keepers - Jim Skylark (David Lucasként)
- Ghost in the Shell: Stand Alone Complex - The Laughing Man
- Giant Robo - Tetsugyu (Animaze/L.A. Hero dub)
- Great Teacher Onizuka - Eikichi Onizuka, Koji Fujioshi, Hiroshi Kochitani (Ep. 12-43) (David Lucasként)
- Groove Adventure Rave - Shiba
- Gun Frontier - Harlock (David Lucasként)
- Gungrave - Ballardbird Lee
- Gurren Lagann  - Leeron Littner
- Hokuto no ken (sorozat) - Shin of the Nanto Seiken
- Kjósoku Szókó Guyver - Agito Makishima
- Idaten Jump - Takeshi Yamato
- Initial D - K.T. Takahashi (Tokyopop dub)
- Immortal Grand Prix - Alex Cunningham
- A Kaptár – Bioterror - Greg Glen
- Kikaider - Saburo/Hakaider
- Kuro Kami - Bernhard
- Last Exile - Vincent Arthai
- Love Hina - Masayuki Haitani
- Macross Plus - Marge Gueldoa
- Mahoromatic: Automatic Maiden - Toh Ryuga, Yoshihiko Gunji
- Mahoromatic: Something More Beautiful - Toh Ryuga
- Penge (Marvel Anime) - Kikyo Mikage
- Rozsomák (Marvel Anime) - Kikyo Mikage
- X-Men (Marvel Anime) - Rozsomák (Wolverine)
- Masuranbó - Sago, Eilis, Golden Mushrambo
- Metropolisz - Acetylene Lamp
- Mobile Suit Gundam Movie Trilogy - Char Aznable
- Mobile Suit Gundam 0080: War in the Pocket - Al's Dad (David Lucasként)
- Moldiver - Kaoru Misaki
- Naruto - Momocsi Zabuza, Orocsimaru, Kuromaru, Murasame, Sazanami, Aniki
- Naruto sippúden - Orocsimaru, Hyō, Momocsi Zabuza, Kuromaru, Kigiri
- Outlaw Star - Additional Voices
- Perfect Blue - Nerd, Actor, Additional voices (David Lucasként)
- Planetes - Kho Cheng-Shin
- Ruróni Kensin - Toma Sakaki and Shishio Makoto (David Lucasként)
- S-CRY-ed - Kazuma
- Sókan kjósi riaru bauto hai szukúru - Shizuma Kusanagi (David Lucasként)
- Samurai Champloo - Mugen
- Serial Experiments Lain - Husband, English Teacher
- Scrapped Princess - Major Luke Storm
- Stitch! - Sparky (Experiment 221), Felix (Experiment 010), Tachicchu
- Street Fighter Alpha - Ken
- Street Fighter II V - Dhalsim (Animaze Dub)
- Strait Jacket - Leiot Stainbarg
- Transformers: Robots in Disguise - Dark Scream, W.A.R.S., Fortress Maximus
- Trigun - Commander of the Roderick Thieves, Elder Nebraska
- Ucsú no Stellvia - Kent Austin
- Vandread - Duero McFile (David Lucasként)
- Wild Arms: Twilight Venom - Isaac
- Witch Hunter Robin - Akio Kurosawa
- Wolf’s Rain - Darcia
- X-TV - Aoki Seiichirou (David Lucasként)
- Zatch Bell! - Gofure, Shin, Dr. Hakase, Vile (Demolt emberi társa)
- Zentrix - OmnicronPsy

### Animációs filmek
- A Föld legnagyobb hősei -  Vörös Koponya, Rozsomák
- Batman: A bátor és a vakmerő - Heat Wave, Captain Cold
- Ben 10 - Vilgax, Heatblast, Ghostfreak, Zs'Skayr, additional voices
- DC Showcase: Zöld Íjász - Vertigo gróf, Newsreporter
- G.I. Joe: Resolute - Duke, Roadblock, Wild Bill, Ripcord, Zartan, Doc, Operator, Technician,
- Harvey Birdman, Attorney at Law - Yakky Doodle, Clamhead
- Chowder - Citrom
- Micsoda rajzfilm! - Jamie, Glorft Robot és Kid a "Megas XLR: LowBrow: Test Drive" című epizódban, Additional Voices
- Flúgos csapat - Fuz-Zs
- Mari Kari - Larry (FEARnet show)
- Megas XLR - Jamie
- Az életem tinirobotként - Smytus, Additional Voices
- Parkműsor - Tuskó testvére, Leon
- Scott Pilgrim vs. The Animation - Teacher, Benvie Tech Boy (nincs feltüntetve)
- Billy és Mandy kalandjai a kaszással - Additional Voices
- A Pókember legújabb kalandjai - Zöld Manó, Chameleon, Dilbert Trilby, Blackie Gaxton, Seymour O'Reilly, Gargoyle
- The Super Hero Squad Show - Rozsomák, Redwing, Heimdall, Zabu, Abomination, Fin Fang Foom, Piró (Pyro), Thanos (Season 1)
- Transformers: Prime - Üstökös
- Transformers Mentő Botok - Heatwave
- W.I.T.C.H. - Blunk, Raythor, Kurt
- X-Men - Az újrakezdés - Rozsomák, Vanisher
- Mizújs, Scooby-Doo? - Melbourne O'Riley and others
- Az igazság ifjú ligája - Vertigo gróf, Hal Jordan, Sam Lane
- Korra legendája - Amon
- Star Wars: Lázadók - Garazeb "Zeb" Orrelios, Alton Kastle, rohamosztagos

### Filmek
- Ah! My Goddess: The Movie - Celestine
- Akira - Scientist, Hospital Doctor, Resistance Member (Animaze/Pioneer Dub)
- All-Star Superman - Atlas, General Sam Lane
- Armitage III: Poly-Matrix - Kelly's Manager
- Batman: Year One - Stan
- Ben 10: Destroy All Aliens - Heatblast
- Ben 10: Secret of the Omnitrix - Heatblast, Vilgax, Additional Voices
- Cardcaptor Sakura Movie 2: The Sealed Card - Yoshiyuki Terada
- Cowboy Bebop: A film - Spike Spiegel
- Dante: Pokol - Lucifer
- DC Showcase: Green Arrow - Count Vertigo
- Digimon: The Movie - Poromon, Flamedramon, Raidramon, Magnamon, Computer Voice #1
- Final Fantasy VII: Advent Children - Vincent Valentine
- Green Lantern: Emerald Knights - Kloba Vud, Palaqua, Ranakar, G'Hu
- Hulk Vs - Rozsomák
- Justice League: Doom -
- Lilo & Stitch - Additional Voices
- Resident Evil: Degeneration - Greg Glenn
- Sakura Wars: The Movie - Yuichi Kayama
- Street Fighter Alpha movie - Ken Masters
- Street Fighter II: The Movie - T. Hawk
- Strait Jacket" - Leiot Steinberg / Rayotte Steinberg
- Tekkonkinkreet – Harcosok városa - The Doctor
- The Little Polar Bear - Henry
- The Invincible Iron Man - Party Guest (nincs feltüntetve)
- They Were Eleven - Rednose, Amazon, King
- Ultimate Avengers - Additional Voices
- What the Bleep Do We Know!? - Various Character voices

### Dokumentumfilmek
- Adventures in Voice Acting - Önmaga

### Videójátékok
- .hack - Sanjuro, Wiseman, Boney Grunty
- .hack//G.U. - Yata, IYOTEN, Nala
- Ace Combat 5: The Unsung War - Captain Jack Bartlett (nincs feltüntetve)
- Ace Combat: Assault Horizon - AWACS Kingmaster
- Advent Rising - Marine
- Age of Empires III: The WarChiefs - Colonel Sven Kuechler
- Aion: The Tower of Eternity - Epeios, The Arena Master
- Anarchy Reigns - Jack Cayman
- Ape Escape 3 - Yellow Monkey (as Steven Blum)
- Ape Escape Academy - Yellow Monkey, Pipotron Yellow
- Arc the Lad: Twilight of the Spirits - Volk
- Area 51 (2005) - Additional Voices
- Armored Core: For Answer - Otsdarva, Maximillian Thermidor (nincs feltüntetve)
- Army of Two: The 40th Day - Heavy Flamethrower
- Assassin's Creed: Revelations - Leandros
- Atelier Iris: Eternal Mana - Arlin (nincs feltüntetve)
- ATV Offroad Fury 4 - Voice Over and Motion Capture talent
- Batman: Arkham Asylum - Killer Croc, Additional voices
- Batman: Arkham City - Sickle, inmates
- Battlezone - Corporal Buzz
- Ben 10: Protector of Earth - Heatblast, Vilgax, Zs'Skayr
- Bionicle: The Game - Kopaka
- Bionic Commando - Joseph “Super Joe” Gibson, Buraq Pilot, Multiplayer Announcer
- Bleach: Shattered Blade - Ulquiorra Schiffer
- Brave Fencer Musashi - Jon (Colonel Capricciola) (David Lucasként)
- Brütal Legend - Sparkies
- Bulletstorm - Grayson Hunt
- Bushido Blade 2 - Gengoro (David Lucasként)
- Call of Duty - Cpt. Foley
- Call of Duty: World at War - Tank Dempsey
- Call of Duty: Black Ops - Tank Dempsey
- Captain America: Super Soldier - Baron Zemo
- Clive Barker’s Jericho - Captain Devin Ross
- Command & Conquer: Generals - Various voices
- Command & Conquer 3: Kane’s Wrath - Additional Voices
- Command & Conquer: Red Alert 3 – Uprising - Harbinger Pilot
- Company of Heroes - Intel and Base Commander
- Conflict: Global Storm - Corporal Mick Connors
- Crash Nitro Kart - Crash Bandicoot and Emperor Velo the 27th
- Death by Degrees - Narrator and Enrique Ortega (English and Japanese voices) (nincs feltüntetve)
- Dead Island - John Sinamoi
- Dead to Rights II - Jack Slate (nincs feltüntetve)
- Dead Rising - Cliff Hudson, Roger Hall
- Destroy All Humans! - Mutated Majestic Agents, Loudspeaker Voice in Area 42
- Destroy All Humans! 2 - The Black Ninja Leader, Yamasuke Hirotaro, Space Traffic Control and Additional voices
- Digimon Rumble Arena - Guilmon/Gallantmon, Reapermon, BlackWarGreymon
- Digimon Rumble Arena 2 - Guilmon/Growlmon/Gallantmon, Flamedramon, Phantomon
- Doom 3 - Various guards, Scientists, and Zombies
- Dragon Age: Vérvonalak - Oghren, Gorim, First Enchanter Irving
- Dragon Age: Vérvonalak – Eszmélés - Oghren
- Dragon Ball GT: Final Bout - Goku
- Duke Nukem Forever - Foreman
- EverQuest II - Corporal Peckett
- Fallout: New Vegas - Various voices
- F.E.A.R. Perseus Mandate - Captain David Raynes
- Final Fantasy VII: Dirge of Cerberus - Vincent Valentine
- Final Fantasy XII - Ba'Gamnan
- Final Fantasy XIV - Various Voices
- Full Throttle - Sid
- G.I. Joe: The Rise of Cobra (video game) - Gung Ho / Iron Grenadier
- Ghost Rider - Vengeance
- God of War - Ares
- Gothic 3 - Additional voices
- Gears of War - Marcus Fenix (Pre-release version only)
- Green Lantern: Rise of the Manhunters - Amon Sur
- Ground Control II: Operation Exodus - K´haunir Vicath and G´hall Vicath
- Guild Wars Prophecies - Justiciar Hablion and As the Male Lead Character
- Guild Wars Factions - The Male Lead Character
- Guild Wars: Eye of the North - Pyre Fierceshot
- Guild Wars 2 - Rytlock Brimstone
- Gundam Side Story 0079: Rise From the Ashes - Maximillian Berger
- Gurumin: A Monstrous Adventure - Motoko, Bob
- Halo 3 - Brutes
- Halo: Reach - Various UNSC Marines
- Hot Shots Golf Fore - Zeus
- Justice League Heroes - White Martian Leader
- Killer7 - Kenjiro Matsuoka, Benjamin Keane, Trevor Pearlharbor
- Kessen II - Guan Yu, Xiahou Yuan (nincs feltüntetve)
- Kessen III - Saitō Tatsuoki (nincs feltüntetve)
- Lost: Via Domus - Jack Shepard
- Lego Batman: The Videogame - Killer Moth, The Joker, Two-Face, Batman, Killer Croc
- Lego Batman 2: DC Superheroes - Batman
- MadWorld - Jack Cayman
- MagnaCarta II - Schuenzeit Baren
- Mafia II - Chubby
- Marvel: Ultimate Alliance - Rozsomák, Venom, Rhino, A.I.M. Troopers, Skrull Scientist, Viking Warrior
- Marvel: Ultimate Alliance 2 - Rozsomák, Nitro
- Marvel vs. Capcom 3: Fate of Two Worlds - Rozsomák, Taskmaster
- Mass Effect 2 - Grunt, Wilson, Crewman Matthews, Shadow Broker
- MediEvil 2 - Lord Palethorn
- Metal Gear Solid: The Twin Snakes - Various Guards
- Metal Gear Solid: Portable Ops - Gene
- Metal Gear Solid: Peace Walker - Galvez
- Metro 2033 - Hunter
- Mission: Impossible – Operation Surma - Ethan Hunt
- Mortal Kombat (2011) - Reptile
- Motorstorm: Apocalypse - Big Dog
- Nano Breaker - Keith Spencer (nincs feltüntetve)
- Naruto: Clash of Ninja - Momocsi Zabuza
- Naruto: Clash of Ninja 2 - Orocsimaru, Momocsi Zabuza
- Naruto: Clash of Ninja Revolution - Orocsimaru
- Naruto: Clash of Ninja Revolution 2 - Orocsimaru
- Naruto: Ninja Destiny - Orocsimaru
- Naruto Shippuden: Clash of Ninja Revolution 3 - Orocsimaru
- Naruto: Ultimate Ninja series - Orocsimaru, Momocsi Zabuza, Tobirama Senju
- Naruto: Rise of a Ninja - Orocsimaru, Momocsi Zabuza
- Naruto: The Broken Bond - Orocsimaru
- Naruto: Uzumaki Chronicles - Orocsimaru
- Neo Contra - Master Contra (nincs feltüntetve)
- Neverwinter Nights - Daelan Red Tiger
- Neverwinter Nights 2 - One of Many (Child, Brute, Mad Woman), PC (Male Hardened Battler Voice Set)
- Ninja Gaiden II - Zedonius
- Ninja Gaiden Sigma 2 - Zedonius
- No More Heroes - Dark Star
- No More Heroes: Heroes' Paradise - Dark Star
- Phantom Brave - Walnut (nincs feltüntetve)
- Pirates of the Caribbean: The Legend of Jack Sparrow - Joshamee Gibbs, Black Smoke James, Gibbs, Various other roles
- Pirates of the Caribbean Online - Jolly Roger
- Pitfall: The Lost Expedition - Pitfall Harry
- Power Rangers: Super Legends: - Lord Zedd, Lunar Wolf Ranger, SPD H.Q. Security System
- Prototype - Captain Eric Lim(Web of Intrigue only)
- Psychonauts - G-Men, Lungfish Zealot, Tiger
- Quake 4 - Additional Voices of various Marines
- Quantum Theory - Thanatos, Fear, Seed
- Quest for Glory V: Dragon Fire - Abduel, Andre, Kokeeno Pookameeso, Magnum Opus, Salim
- RAGE - Captain Marshall, Phallinx Hagar
- Ratchet & Clank: Going Commando - The Thugs-4-Less Leader
- Ratchet & Clank Future: Quest for Booty - various voices
- Ratchet & Clank Future: A Crack in Time - Radio Announcer, Agorian
- Ratchet & Clank: All 4 One - Mr. Dinkles
- Rogue Galaxy - Zegram Ghart, Henry, Borga, Golba
- Samurai Warriors - Keiji Maeda (nincs feltüntetve)
- Spawn: Armageddon - Violator
- S.T.A.L.K.E.R.: Clear Sky - Various stalker characters
- Saints Row: The Third - Zombie Voice
- Samurai Western - Ralph Norman
- Shadows of the Damned - Garcia Hotspur / Demons
- Shellshock: Nam '67 - Ramirez
- Shin Megami Tensei: Digital Devil Saga - Gale (nincs feltüntetve)
- Shin Megami Tensei: Digital Devil Saga 2 - Gale (nincs feltüntetve)
- Singularity - Nikolai Demichev
- Skylanders: Spyro's Adventure - Auric / Additional Voices
- Sly Cooper: Thieves in Time - Rioichi Cooper / The Collector
- Spider-Man 3 - Rhino
- Spider-Man: Edge of Time - Anti-Venom
- Spider-Man: Shattered Dimensions - Hobgoblin 2099, Noir Vulture, Silvermane
- Spider-Man: Web of Shadows - Rozsomák
- SOCOM 3: U.S. Navy SEALs - Mark Tepper
- SOCOM: U.S. Navy SEALs Combined Assault - Mark Tepper
- SOCOM: U.S. Navy SEALs Fireteam Bravo 2 - Mark Tepper
- Starcraft II : Heart of the Swarm - Abathur
- Star Ocean: Till the End of Time - Schweimer (nincs feltüntetve)
- Star Wars: Battlefront II - Various Rebel Soldiers
- Star Wars: Empire at War - Imperial advisor, Rebel Plex Soldier
- Star Wars: Empire at War: Forces of Corruption - Consortium advisor, Consortium Defiler, TIE Interceptor pilot
- Star Wars: The Force Unleashed - Various Stormtroopers
- Star Wars: The Force Unleashed II - Stormtrooper #3
- Star Wars: X-Wing Alliance - Lt. Olin Garn
- Star Wars Jedi Knight II: Jedi Outcast - Reborn Jedi, Galak Fyyar
- Star Wars: The Old Republic - Andronikos Revel / Baron Deathmark
- Suikoden IV - Brandeau
- Suikoden Tactics - Brandeau
- The Sword of Etheria - Vitis
- Titan Quest - Leonidus, Zeus, Various others
- The Lord of the Rings: The Battle for Middle-earth II - Additional voices
- The Bouncer - Kou Leifoh
- The Chronicles of Riddick: Escape from Butcher Bay - Rust
- The Dig - Dr. Ludger Brink, Cocytan Leader, Borneo Space Observer
- The Punisher - Bullseye, Matt Murdock
- The Secret World - Jack Boone
- Too Human - Hod, Various Additional voices
- Tom Clancy’s EndWar - General Scott Mitchell
- Tom Clancy’s Ghost Recon 2 - Cpt. Scott Mitchell
- Tom Clancy’s Ghost Recon Advanced Warfighter - Cpt. Scott Mitchell
- Tom Clancy’s Ghost Recon Advanced Warfighter 2 - Cpt. Scott Mitchell
- Tom Clancy’s H.A.W.X. - LT Colonel Scott Mitchell
- Tomb Raider: Anniversary - Tihocan
- Transformers: Autobots - Create-A-Bot
- Transformers: Decepticons - Create-A-Bot
- Transformers: The Game - Trailbreaker
- Transformers: Revenge of the Fallen - Additional voices
- Transformers: War for Cybertron - Barricade, Narrator
- Transformers: Dark of the Moon - Starscream, Additional voices
- Tribes: Vengeance - Jericho
- Ultimate Marvel vs. Capcom 3 - Rozsomák, Taskmaster
- Uncharted: Drake's Fortune - Descendant
- Uncharted 2: Among Thieves - Additional voices
- Undead Knights - Demon, King
- Urban Reign - Brad Hawk (nincs feltüntetve)
- Valkyria Chronicles - Zaka
- Vampire: The Masquerade – Bloodlines - Andrei the Tzimische, Courier, Sabbat
- Vanquish - Colonel Robert Burns
- Xenosaga Episode III: Also sprach Zarathustra - Canaan, Professor, Sellers
- X-Men: Destiny - Rozsomák, Piró
- X-Men Legends - Rozsomák
- X-Men Legends II: Rise of Apocalypse - Rozsomák, Omega Red
- X-Men Origins: Wolverine - Wade Wilson (Deadpool), Senator Robert Kelly
- X-Men: The Official Game - Jason Stryker
- Warhammer 40,000: Dawn of War: Winter Assault - Imperial Guard, Assassin
- Warhammer 40,000: Dawn of War II - Sergeant Cyrus, Techmarine Martellus, Multiplayer Techmarine
- Warhammer 40,000: Dawn of War II – Chaos Rising - Sergeant Cyrus, Techmarine Martellus, Multiplayer Techmarine, Lord Eliphas, Chaos Lord
- Warhammer 40,000: Dawn of War II - Retribution - Lord Eliphas, Sergeant Cyrus, Chaos Lord, Techmarine Martellus, Techmarine, Deranged Chaos Space Marine
- Zatch Bell! Mamodo Fury - Shin

### Egyéb
- Toonami - TOM
- A Mandalóri - Garazeb "Zeb" Orellios

Ezek mellett a Naruto, a Digimon: Digital Monsters és a MegaMan NT Warrior angol változatán íróként is dolgozott.

## További információ
- Hivatalos oldal
- Steven Blum a Facebookon
- Steven Blum a PORT.hu-n (magyarul)
- Steven Blum az Internetes Szinkronadatbázisban (magyarul)
- Steven Blum az Internet Movie Database-ben (angolul)
- Steven Blum a Rotten Tomatoeson (angolul)